# أسني

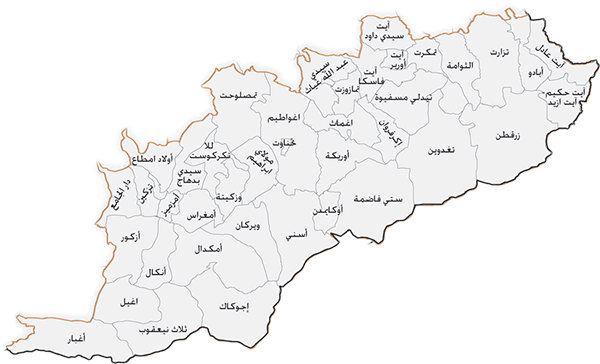
التقسيم الإداري لإقليم الحوز.

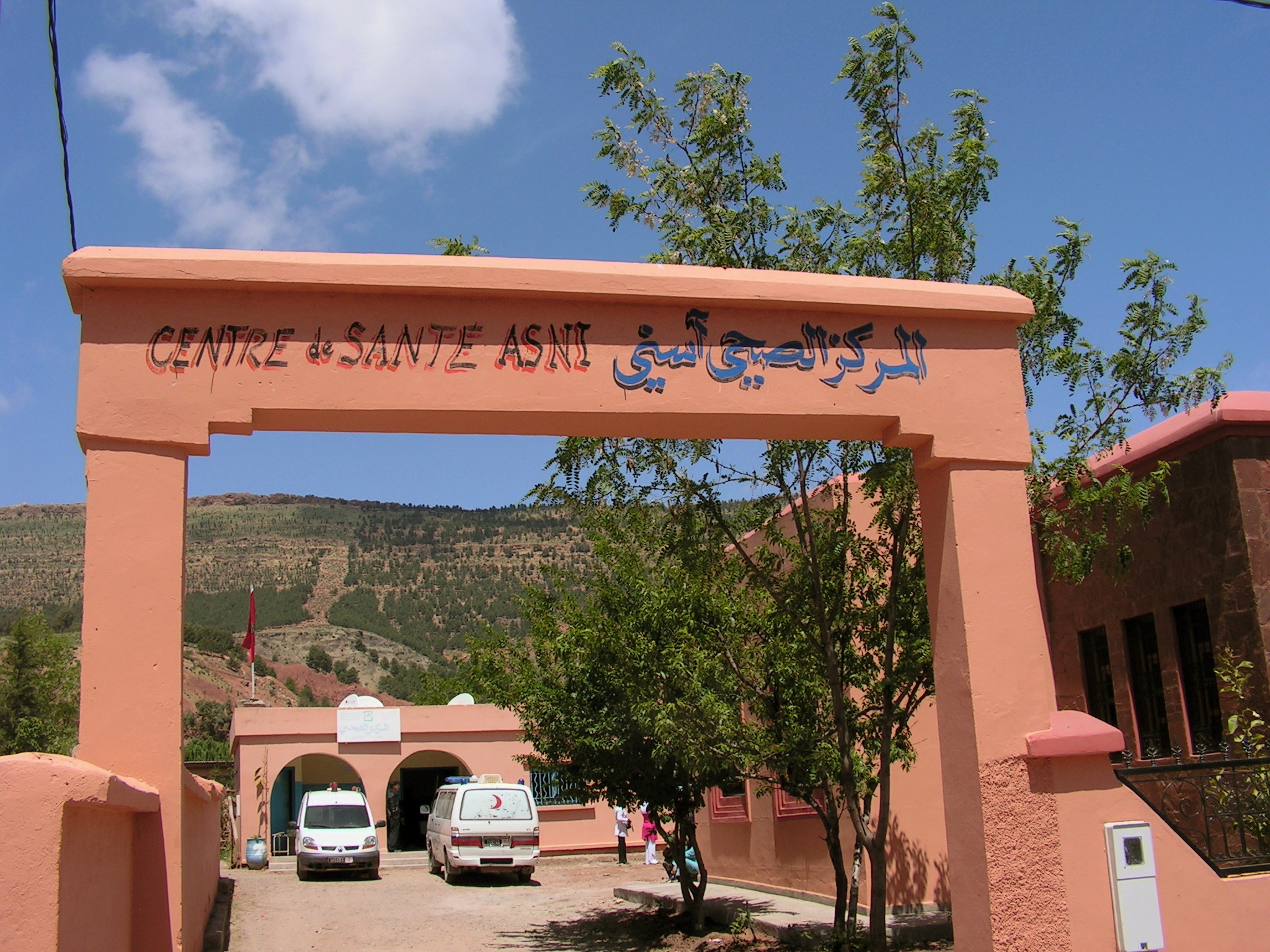
اسني يوجد بها مركز صحي يتوافد عليه المرضى والنساء الحوامل بكثرة.

أسني هي جماعة قروية مغربية بإقليم الحوز. تبعد جماعة أسني عن مدينة مراكش بحوالي 50 كيلومتر على الطريق الرابطة بين مراكش وتارودانت عبر تاحناوت. وتضم هذه القرية 25.153 نسمة (إحصاء 2014).

تعتبر اسني إحدى المناطق الساحرة باقليم الحوز وأجملها، تقع اسني في دائرة اسني المنشأة منذ 20 عاما.
إضافة إلى ذلك فاسني من المناطق الغنية بالفواكه والثمرات الرائعة كالتفاح والبرقوق والإجاص والسفرجل والخوخ والجوز واللوز والكرز.

## معرض الصور

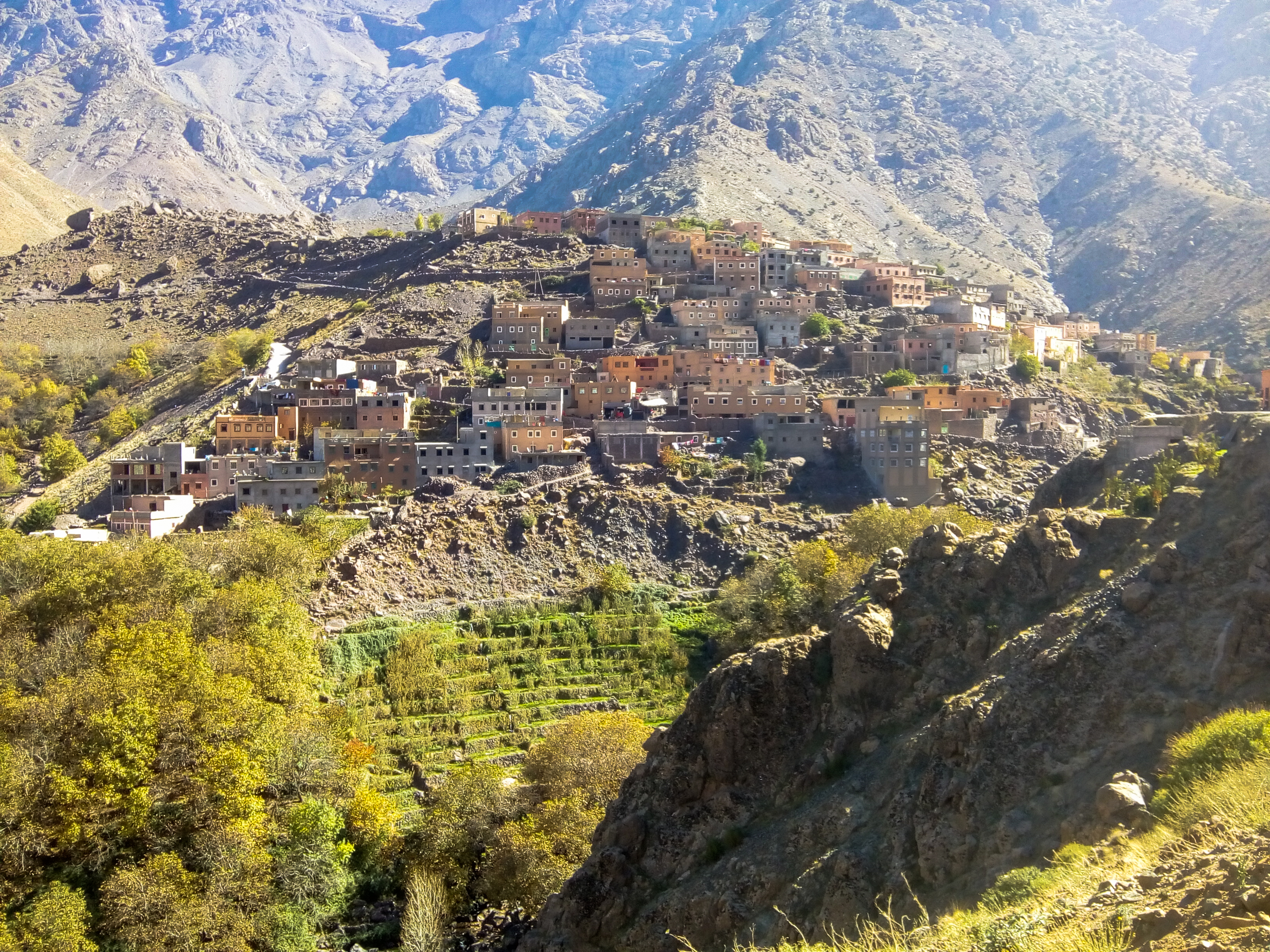
قرية أرمد بجماعة أسني